# Sauropus kitanovii
Sauropus kitanovii är en emblikaväxtart som beskrevs av Thin. Sauropus kitanovii ingår i släktet Sauropus och familjen emblikaväxter.
Artens utbredningsområde är Vietnam. Inga underarter finns listade i Catalogue of Life.